# Turing Foundation
Turing Foundation is een charitatieve instelling en Goede doelenfonds in Nederland. 
De Turing Foundation, vernoemd naar de informaticus Alan Turing, werd opgericht in 2006 door Pieter Geelen. Het vermogensfonds doneert ongeveer 3,5 miljoen euro per jaar om:
- kinderen en jongeren in ontwikkelingslanden onderwijs te laten volgen,
- mensen in Nederland te laten genieten van kunst,
- het beschermen van de natuur en
- het bestrijden van lepra.

In 2009 gaf dichter Gerrit Komrij de aftrap voor de Turing Nationale Gedichtenwedstrijd, later Turing Gedichtenwedstrijd, waarvan hij initiatiefnemer was vanwege de Poëzieclub en die samen met Turing Foundation de wedstrijd organiseert.
Op 25 mei 2009 werd de eerste Turing Toekenning uitgereikt aan het Stedelijk Museum te Amsterdam om het retrospectief over Mike Kelley mogelijk te maken. 